# Chamaeleo dilepis
El camaleón orejero (Chamaeleo dilepis) es una especie de reptil escamoso de la familia Chamaeleonidae. Es un camaleón nativo de los bosques y sabanas de África subsahariana y África central, desde el este de Senegal hasta Somalia y Etiopía.
Su alimentación es básicamente insectívora. Las hembras, más grandes que los machos, alcanzan unos 35 cm máximo, por lo que es uno de los camaleones de menor tamaño.
Ponen unos 20 a 50 huevos que eclosionan luego de 10 meses de incubación a un promedio de 28 °C. 